# Donkey Kong
Donkey Kong (ドンキーコング, Donkī Kongu) ime je za franšizu videoigara kojoj je glavi protagonist velika gorila koji se zove Donkey Kong (slobodno prevedeno: Tovar Kong). Prvu igru je stvorio Shigeru Miyamoto, i bila je sastavljena od dvije razine. Kasnije su razvijene igre u mnogim žanrovima prateći razne avanture Donkey Konga.

## Igre
- Donkey Kong, 1981.
- Donkey Kong Junior, 1982.
- Donkey Kong 3, 1983.
- Donkey Kong (Game Boy), 1994.
- Donkey Kong Country,1994.
- Donkey Kong Land,1995.
- Donkey Kong Country 2: Diddy's Kong Quest,1995.
- Donkey Kong Land 2,1996.
- Donkey Kong Country 3: Dixie Kong's Double Trouble!,1996
- Donkey Kong Land III,1997
- Donkey Kong 64,1999
- Donkey Kong Jungle Beat,2004.
- DK King of Swing, 2005.
- DK Jungle Climber,2007.
- Donkey Kong Country Returns,2010.
- Donkey Kong Country Tropical Freeze,2014.